# RWD-2
Die RWD-2 war ein leichtes Sportflugzeug des polnischen Herstellers RWD zu Beginn der 1930er Jahre.

## Entwicklung
Die RWD-2 wurde 1929 von den drei Konstrukteuren Stanisław Rogalski, Stanisław Wigura und Jerzy Drzewiecki als Nachfolger ihres im Vorjahr entstandenen ersten Entwurfs RWD-1 entwickelt. Der Prototyp führte im Mai des Jahres seinen Erstflug durch und absolvierte anschließend eine Rundreise durch Europa. Am 16. Oktober erreichten Franciszek Żwirko und Antoni Kocjan mit der RWD-2 eine Höhe von 4004 m, was den Weltrekord in ihrer Klasse bedeutete. Aufgrund dieses Erfolgs wurde der Entschluss gefasst, mit diesem Muster am Europarundflug von 1930 teilzunehmen und RWD wurde mit dem Bau von drei weiteren Exemplare beauftragt. Die Teilnahme dieser Flugzeuge am Treffen gestaltete sich recht erfolgreich und die Piloten Stanisław Płonczyński und Edward Więckowski erreichten in der Gesamtwertung den 19. und 21. Platz. Die Weiterentwicklung RWD-4 erschien 1930, nahm ebenfalls am Wettbewerb teil und wurde in einer kleinen Stückzahl gebaut.

## Aufbau
Die RWD-2 war ein freitragender Hochdecker in Ganzholzbauweise. Der Rumpf mit sechseckigem Querschnitt und Sperrholzbeplankung bot zwei hintereinander sitzenden Personen Platz, die allerdings eine sehr eingeschränktes Sichtfeld nach vorn hatten. Die durchgehende Tragfläche mit zwei Hauptholmen war ebenso vom vorderen Holm bis zur Flügelvorderkante mit Sperrholz beplankt und dahinter stoffbespannt. Die RWD-2 besaß ein freitragendes, hölzernes Normalleitwerk mit sperrholzbeplankten Flossen und stoffbespannten Rudern. Das starre Fahrwerk war gummigefedert und bestand aus zwei nicht durch eine Achse miteinander verbundenen Scheibenrädern und einem am Rumpf angelenkten Hecksporn.

## Technische Daten

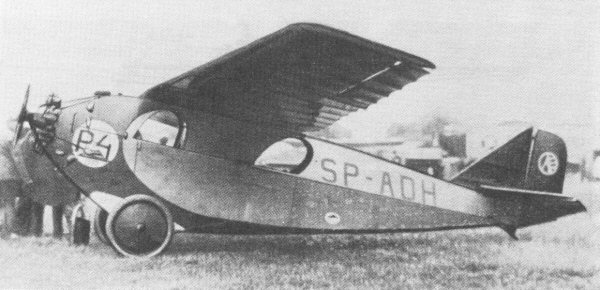
Die RWD-2 SP–ADH während des Europarundflugs von 1930

| Kenngröße             | Daten                                                                                            |
| --------------------- | ------------------------------------------------------------------------------------------------ |
| Besatzung             | 2                                                                                                |
| Spannweite            | 9,8 m                                                                                            |
| Länge                 | 6,15 m                                                                                           |
| Höhe                  | 1,90 m                                                                                           |
| Flügelfläche          | 13,6 m²                                                                                          |
| Flügelstreckung       | 7,1                                                                                              |
| Flächenbelastung      | 36,7 kg/m²                                                                                       |
| Leistungsbelastung    | 12,5 kg/PS (17,0 kg/kW)                                                                          |
| Rüstmasse             | 250 kg                                                                                           |
| Zuladung              | 250 kg                                                                                           |
| Startmasse            | 500 kg                                                                                           |
| Antrieb               | ein luftgekühlter Neunzylinder-Sternmotor mit starrer Zweiblattluftschraube aus Holz oder Metall |
| Typ                   | Salmson AD-9 mit 40 PS (29 kW)                                                                   |
| Höchstgeschwindigkeit | 155 km/h                                                                                         |
| Reisegeschwindigkeit  | 130 km/h                                                                                         |
| Landegeschwindigkeit  | 65 km/h                                                                                          |
| Steigleistung         | 2,3 m/s                                                                                          |
| Steigzeit             | 8 min auf 1000 m Höhe                                                                            |
| Gipfelhöhe            | 4000 m                                                                                           |